# Mirjam Weichselbraun
Mirjam Weichselbraun (ur. 27 września 1981 w Innsbrucku) – austriacka dziennikarka i prezenterka telewizyjna.

## Kariera
Doświadczenia w branży medialnej zdobywała od 1998 roku w regionalnej stacji radiowej Tirol Antenne. W telewizji po raz pierwszy wystąpiła w 2001 roku, w programie Kultura Das Magazin na regionalnym kanale TV Tyrol. W styczniu 2002 roku dołączyła do nowo powstałej telewizji muzycznej Viva Plus w Kolonii, gdzie była gospodarzem show Cologne Day. Po ośmiu miesiącach przeszła do niemieckiej MTV w Berlinie, prowadząc na żywo program MTV Select. Współpracowała również ze stacjami Österreichischer Rundfunk (ORF) i Zweites Deutsches Fernsehen (ZDF).
Popularność w Niemczech zdobyła w 2006 roku jako prowadząca (wspólnie z Wayne'em Carpendale'em) lokalną wersję programu Gwiazdy tańczą na lodzie tworzoną przez telewizję RTL, a także takich formatów, jak Life Ball (2007), Kiddy Contest (2007 i 2008) i Romyverleihung (2008). Równolegle do pracy jako prezenterka występowała w powieści radiowej Jana Dreesa Letzte Tage. Zagrała też w kilku filmach telewizyjnych zrealizowanych przez stacje ORF i ProSieben.
W 2015 roku prowadziła 60. Konkurs Piosenki Eurowizji razem z Alice Tumler i Arabellą Kiesbauer.

## Życie prywatne
Była zaręczona z prezenterem telewizji Sat.1 Janem Hahnem. Ma siostrę Melanie Binder.
Ma dwoje dzieci.

## Nagrody dziennikarskie
- 2008: Austrian Television Award Romy

## Filmografia
- 2007: Die Rosenkönigin
- 2007: Märchenstunde
- 2008: H3 – Halloween Horror Hostel
- 2009: Hangtime
- 2009: Manche mögen's heiß